# Washington Pesántez
Washington Arturo Pesántez Muñoz (Achupallas, 16 de agosto de 1956) es un político y abogado ecuatoriano, fundador del Movimiento Unión Ecuatoriana.

## Biografía
Nació en la parroquia Achupallas del cantón Alausí, de la provincia Chimborazo, el 16 de agosto de 1956. Es hijo de Arturo Pesántez Gavilánez y de Judith Muñoz. A temprana edad pierde a su madre, quedando junto con sus hermanos Norma, Lourdes y Wilson a recaudo de su padre quien se dedicaba al comercio.
Realizó sus estudios primarios en las Escuelas Unificadas de Alausí, la secundaria la realizó en el Colegio Juan Montalvo en la ciudad de Quito y en el Colegio Belisario Quevedo de Pujilí.
A los 19 años trabajó como docente en San Francisco en la comunidad indígena de Guamote, y posteriormente en el Colegio 24 de Mayo, en Quito, en donde fue profesor de matemática.
Estudió en la Universidad Central del Ecuador donde obtuvo el título de Licenciado en Filosofía y Letras y Ciencias de la Educación, y en la Pontificia Universidad Católica del Ecuador donde se graduó como Abogado y Doctor en Jurisprudencia. En el año 1986 ejerce su profesión de abogado en libre ejercicio, con clientes como la petrolera Techint.
Posteriormente en 1989 se trasladó a Bélgica para estudiar en la Université Catholique de Lovain en donde obtuvo el Máster en Criminología, y en donde conoció a Rafael Correa quién también estudiaba una maestría en dicho país.
En 1997, entra a la palestra pública como conjuez de la Corte Superior de Justicia. En 1999 ingresa a la Fiscalía de Pichincha. Fue parte de la institución policial desde 1992 hasta 1999 donde fue docente de criminalística.
El 29 de noviembre de 2007 fue elegido como fiscal general del Estado, cargo que ocupó hasta su renuncia en 2011.
En 2014 funda el movimiento Unión Ecuatoriana de centroizquierda, del cual actualmente es el director nacional. El 19 de marzo de 2016, anuncia su precandidatura a la presidencia de la república por el movimiento para las elecciones presidenciales de 2017.

## Matrimonio y descendencia
Está casado con Aliz Borja Cabrera, quien en 2010 estuvo implicada en el Caso Natalia Emme del cual después fue exculpada. Con su esposa ha procreado tres hijos: Alejandra, María José y Juan Francisco.